# Église Saint-Barthélemy de Vojnik
L'église Saint-Barthélemy  (Sv. Jernej) est une église catholique du diocèse de Celje située à Vojnik, en Slovénie.

## Historique
La première église paroissiale a brûlé et fut décidé de la reconstruire au XXe siècle et qui est aujourd'hui une des plus grandes églises de la région.

## Décoration intérieure
Le plus grand trésor de cette église est la peinture de saint Barthélemy fait par Kremser-Schmidt et qui a été restaurée en 1955.